# Documentatiegroep '40-'45
De Documentatiegroep '40-'45 is een Nederlandse vereniging voor Tweede Wereldoorlog verzamelaars en geïnteresseerden.

## Doelstellingen en taken van de Documentatiegroep '40-'45
De vereniging Documentatiegroep ’40-’45 heeft als doelstelling de belangstelling voor de Tweede Wereldoorlog te bevorderen. De Documentatiegroep ’40-’45 is op 1 september 1963 opgericht en probeert, samen met haar leden, op allerlei manieren interesse in de oorzaken, verloop en gevolgen van de Tweede Wereldoorlog te wekken, te ontwikkelen en te onderhouden. De Documentatiegroep ’40-’45 gaat uit van de rechtmatigheid van de toenmalige Geallieerden in haar strijd tegen het nationaalsocialisme en fascisme.
De vereniging vindt dan ook dat elke vorm van oorlogsmisdaad of vervolging van ras, geloofs- of levensovertuiging niet mag worden toegestaan.
De Documentatiegroep ’40-’45 telt ongeveer 1000 leden. Deze leden zijn gespecialiseerd in een bepaald onderwerp van de Tweede Wereldoorlog, of in de hele geschiedenis. Velen hebben zelf een collectie documenten of voorwerpen uit de jaren ’40-’45 en stellen deze beschikbaar voor publicaties, exposities of andere doeleinden.
Leden van de Documentatiegroep ’40-’45 worden u op de hoogte gehouden van activiteiten die worden georganiseerd rond de Tweede Wereldoorlog zoals herdenkingen, manifestaties en tentoonstellingen. Ook krijgen leden regelmatig korting op toegang van beurzen, themadagen en excursies. 
De leden ontvangen maandelijks het verenigingsblad Terugblik ’40-’45. Hierin staan onder meer achtergrond-artikelen over de Tweede Wereldoorlog. Het blad heeft een aantal vaste rubrieken, zoals: de boekendienst, een ruilrubriek, verenigingsnieuws, boekbesprekingen, agenda met herdenkingen en exposities.
De Documentatiegroep ’40-’45 organiseert diverse activiteiten, onder
andere:
- De uitgave van het maandblad Terugblik ’40-’45;
- Het houden van beurzen, waar leden boeken, documenten en militaria kunnen ruilen of kopen;
- Themadagen en excursies;
- Het bieden van ondersteuning bij de organisatie van herdenkingen en tentoonstellingen;
- Het houden van spreekbeurten op scholen en voor verenigingen;
- Het onderhouden van de website.